# Marie-Polyxène de Leiningen-Dagsbourg-Hartenbourg
Marie-Polyxène de Leiningen-Dagsbourg-Hartenbourg est née à Hardenberg (Pays Bas) le 7 février 1662 et meurt à Kirchheimbolanden le 22 avril 1725. Elle est la fille de Frédéric-Henri de Leiningen-Dagsbourg-Hartenbourg (1621-1698) et de Sybille de Waldeck-Wildungen (1619-1678). 

## Mariage et descendance
Le 3 avril 1683, elle se marie avec le prince Jean Ernest de Nassau-Weilbourg (1664-1719) fils du comte Frédéric de Nassau-Weilbourg (1640-1675) et de Christine de Sayn-Wittgenstein-Hombourg (1646-1678). Le mariage aura 9 enfants:
- Frédéric Louis (1683-1703).
- Charles Auguste de Nassau-Weilbourg (1685-1753), marié avec Frédérique-Augusta de Nassau-Idstein (1699-1750).
- Marie Polyxène (1686-1687).
- Jeanne-Louise (1687-1688).
- Charles Ernest (1689-1709).
- Henri-Louis (1690-1691).
- Madeleine (1691-1725), mariée avec Frédéric-Guillaume de Solms-Braunfels (1696-1761).
- Albertine (1693-1748).
- une fille mort-née (1694)